# Еміль Цукеркандль
Еміль Цукеркандль (нім. Emil Zuckerkandl, нар. 1 вересня 1849 — пом. 28 травня 1910) — австро-угорський анатом. Брат уролога Отто Цукеркандля (1861—1921). 

## Біографія
Цукеркандль отримав освіту у Віденському університеті, де отримав звання доктора 1874 року. Він був улюбленим студентом Йозефа Хіртля та асистентом у Карла фон Рокітанського (1804—1878) та Карла Лангера (1819—-1887). 
1875 року він став Приват-доцентом анатомії в Утрехтському університеті, 1879 — викладачем у Віденському університеті, а 1882 — професором у Грацькому університеті. З початку 1888 його призначили на посаду професора наглядної та топографічної анатомії унівірситету у Відні.
Він проводив дослідження майже у всіх сферах морфології, зробивши науковий внесок у дослідженні і розвитку патологічної анатомії порожнини носа, анатомії лицевого черепа, кровоносних судин, мозку, хромафінних клітин тощо.
Цукеркандль був одружений з Бертою Шепс, письменницею, журналісткою та публіцисткою. Дім подружжя був популярним місцем зустрічі інтелігенції, митців та науковців. Їхніми гостями були такі відомі люди як скульптор Огюст Роден, художник Густав Клімт, архітектор Отто Вагнер, письменник Герман Бар, драматург Артур Шніцлер та композитор Густав Малер.

## Роботи
Цукеркандль написав багато монографій, серед яких:
- «Zur Morphologie des Gesichtschädels» (1877)
- «Über eine Bisher noch Nicht Beschriebene Drüse der Regio Suprahyoidea» (1879)
- «Über das Riechcentrum» (1887)
- «Normale und Pathologische Anatomie der Nasenhöhle und Ihrer Pneumatischen Anhänge» (1892)
- «Atlas der topographischen Anatomie» (1900—1904)
- «Atlas der descriptiven anatomie des Menschen» (1902)
- «Atlas und Grundriss der chirurgischen Operationslehre» (1915)[5]

## Нагороди та пам'ять
- Призначено членом Австрійської академії наук — 1898
- Відкрито пам'ятник Анатомічного інституту — 1914
- Відкрито пам'ятник Цукеркандлю у дворі Віденського університету — 1924
- Названо вулицю на його честь у Відні — Zuckerkandlgasse (1925—1938 та з 1947 і дотепер)